# Zatoka Heraklejska
Zatoka Heraklejska (gr. Κόλπος Ηρακλείου Kolpos Irakliu) – zatoka Morza Egejskiego, położona u północnych wybrzeży wyspy Krety. Nad wybrzeżem zatoki leży miasto Heraklion. U wlotu do zatoki leży miejscowość Agia Pelagia. Wybrzeże zatoki jest uprzemysłowionym obszarem miejskim, port w Heraklionie to trzeci co do znaczenia port handlowy w Grecji. Ponadto w zatoce znajduje się wiele podmorskich kabli i rurociągów.